# Peperomia blephariphylla
Peperomia blephariphylla är en pepparväxtart som beskrevs av Trel. & Yunck.. Peperomia blephariphylla ingår i släktet peperomior, och familjen pepparväxter. Inga underarter finns listade i Catalogue of Life.